# Owando
Owando är en stad (franska: commune) i Kongo-Brazzaville. Den är huvudort i departementet Cuvette, i den centrala delen av landet, 400 km norr om huvudstaden Brazzaville. Antalet invånare är 34 808.